# Уфимский тепловозоремонтный завод
Уфи́мский тепловозоремо́нтный заво́д — завод по ремонту тепловозов для нужд железнодорожного транспорта и предприятий промышленности, расположенный в Уфе, Башкортостан.
Уфимский завод предоставляет услуги по восстановлению и оснащению (завершению) железнодорожных локомотивов, трамваев и прочего подвижного состава, производство машин и оборудования общего назначения и иного.

## История
Царским правительством было принято решение о прокладке через Уфу казённой железной дороги и строительстве железнодорожных ремонтных мастерских в городе, и 9 января 1885 года правительство империи утвердило проект железной дороги через города: Самара — Уфа — Златоуст — Челябинск — Екатеринбург. А будущий завод был основан в 1888 году как Уфимские главные  железнодорожные мастерские. Железнодорожные мастерские были предназначены для ремонта подвижного состава, принадлежностей водоснабжения и для исполнения других работ по механическому устройству железной дороги, наконец, для постройки вновь вагонов на участке Самаро-Златоустовской железной дороги, и были открыты буквально за полторы недели до ввода в строй железнодорожного моста через реку Белая. Главные  железнодорожные мастерские состояли из трех отдельных зданий, общей площадью 1 191 квадратных метров, в которых размещались пять цехов и четыре отделения. В 1889 году в мастерских трудилось 167 рабочих, в дальнейшем их число резко возросло. В 1890 году главные мастерские были оснащены передовой по тем временам техникой, в них проводилась работа по капитальному ремонту и сборке паровозов, вагонов и котлов.
В 1895 году начальником ремонтных мастерских стал инженер Валерьян Лопато. В марте 1896 года В. Лопато открыл в мастерских школу ученичества, которая за десять лет выпустила сотни слесарей, токарей для железной дороги. При его ходатайстве городские власти выделили земли для постройки домов, для жилья рабочим мастерских, и они их построили, по принципу землячества, образовав улицы: Самарская, Миасская, Пермская, Стерлитамакская.
В 1940 году предприятие укрупнено и переименовано в Уфимский паровозоремонтный завод.
Во время Великой Отечественной войны на территории завода были размещены эвакуированные Гомельский вагоноремонтный завод Станиславский паровозоремонтный завод, Изюмский паровозовагоноремонтный завод, Запорожский электровозоремонтный завод. В годы Великой Отечественной войны заводчане выпускали военную продукцию, обслуживали локомотивы и выпускали боеприпасы. Они не только ремонтировали бронепоезда, но и строили их. Так, в 1942 году сверх плана были построены два бронепоезда «Александр Невский» и «Полководец Суворов», экипажи которых составили заводчане-добровольцы. Ещё два бронепоезда «Салават Юлаев» и «Уфа» были построены в 1943 году. Все броневые поезда вошли в состав БТиМВ РККА ВС Союза ССР.
В 1968 году в связи с началом ремонта тепловозов завод получает название Уфимский тепловозоремонтный завод. С 1968 года завод начинает ремонтировать тепловозы ТГК и ТГК2, с 1980 года ремонтирует тепловозы серии ТЭМ2.
В настоящее время завод производит ремонт тепловозов серий ТГМ23, ТГМ40, ТЭМ1, ТЭМ2, ТГМ4, ТГМ6.
В начале 2000-х годов был восстановлен музей завода. ОАО «Уфимский тепловозоремонтный завод» образовано 25 января 2006 года. Сейчас АО «Уфимский тепловозоремонтный завод».
Завод в разные годы своей деятельности награждался почётной грамотой Президиума Верховного Совета РСФСР, памятным Красным Знаменем (трижды), дипломами и грамотами Министерства путей сообщения РСФСР и Министерства транспорта России и другим.